# First Division 1980-1981
La First Division 1980-1981 è stata la 82ª edizione della massima serie del campionato inglese di calcio, disputata tra il 16 agosto 1980 e il 2 maggio 1981 e concluso con la vittoria dell'Aston Villa, al suo settimo titolo.
Capocannoniere del torneo sono stati Steve Archibald (Tottenham) e Peter Withe (Aston Villa) con 20 reti ciascuno.

## Stagione

### Novità
Al posto delle retrocesse Bristol City, Derby County e Bolton sono saliti dalla Second Division il Leicester City, il Sunderland e il Birmingham City.

### Avvenimenti
Dal grande gruppo di squadre formatosi in avvio di campionato si staccò gradualmente l'Ipswich Town, che nelle successivamente tentò una fuga con a seguire l'Aston Villa e le due squadre di Liverpool. I Villans effettuarono l'aggancio alla dodicesima giornata e, dopo tre giornate, assunsero il comando solitario della graduatoria mantenendolo per quattro settimane, fino al controsorpasso dell'Ipswich Town che arrivò a giro di boa con due punti di vantaggio su Liverpool e Aston Villa, e cinque su Arsenal e West Bromwich. In zona retrocessione, Leicester City e Crystal Palace erano in ritardo sulle altre contendenti alla lotta per la salvezza, che al giro di boa vedeva svantaggiato il Brighton.
Durante il girone di ritorno l'Ipswich Town rimase saldamente in vetta alla classifica, inseguito da Liverpool e Aston Villa: approfittando di una sconfitta dei Reds contro il pericolante Leicester City, i Villans assunsero il secondo posto in solitaria e diedero il via ad una graduale rimonta che, a quattro giornate dalla fine, li porteranno ad assumere il comando solitario della classifica. Grazie al successivo calo dei Tractor Boys, i Villans guadagnarono un vantaggio che consegnò loro il settimo titolo nazionale con un turno di anticipo. Grazie alla vittoria in Coppa dei Campioni, il Liverpool lasciò un posto libero in zona UEFA, occupato da un Southampton avvantaggiato da una miglior differenza reti nei confronti del Nottingham Forest. Sul campo, si erano qualificate per la terza competizione europea anche l'Ipswich Town, l'Arsenal e il West Bromwich.
In zona retrocessione, una rimonta nel finale salvò il Brighton, che in particolare approfitto di una sconfitta del Norwich City contro un Leicester che, alla penultima giornata, aveva raggiunto un Crystal Palace mai in grado di rientrare in lotta durante il girone di ritorno.

## Squadre partecipanti
| Club              | Stagione | Città          | Stadio           | Stagione precedente                   |
| ----------------- | -------- | -------------- | ---------------- | ------------------------------------- |
| Arsenal           | dettagli | Londra         | Arsenal Stadium  | 4º posto in First Division            |
| Aston Villa       | dettagli | Birmingham     | Villa Park       | 7º posto in First Division            |
| Birmingham City   | dettagli | Birmingham     | St Andrew's      | 3º posto in Second Division, promosso |
| Brighton          | dettagli | Brighton       | Goldstone Ground | 16º posto in First Division           |
| Coventry City     | dettagli | Coventry       | Highfield Road   | 15º posto in First Division           |
| Crystal Palace    | dettagli | Londra         | Selhurst Park    | 13º posto in First Division           |
| Everton           | dettagli | Liverpool      | Goodison Park    | 19º posto in First Division           |
| Ipswich Town      | dettagli | Ipswich        | Portman Road     | 3º posto in First Division            |
| Leeds Utd         | dettagli | Leeds          | Elland Road      | 11º posto in First Division           |
| Leicester City    | dettagli | Leicester      | Filbert Street   | 1º posto in Second Division, promosso |
| Liverpool         | dettagli | Liverpool      | Anfield          | 1º posto in First Division            |
| Manchester City   | dettagli | Manchester     | Maine Road       | 17º posto in First Division           |
| Manchester Utd    | dettagli | Manchester     | Old Trafford     | 2º posto in First Division            |
| Middlesbrough     | dettagli | Middlesbrough  | Ayresome Park    | 9º posto in First Division            |
| Norwich City      | dettagli | Norwich        | Carrow Road      | 12º posto in First Division           |
| Nottingham Forest | dettagli | Nottingham     | City Ground      | 5º posto in First Division            |
| Southampton       | dettagli | Southampton    | The Dell         | 8º posto in First Division            |
| Stoke City        | dettagli | Stoke-on-Trent | Victoria Ground  | 18º posto in First Division           |
| Sunderland        | dettagli | Sunderland     | Roker Park       | 2º posto in Second Division, promosso |
| Tottenham         | dettagli | Londra         | White Hart Lane  | 14º posto in First Division           |
| West Bromwich     | dettagli | Londra         | The Hawthorns    | 10º posto in First Division           |
| Wolverhampton     | dettagli | Wolverhampton  | Molineux Stadium | 6º posto in First Division            |

## Classifica finale
|               | Pos. | Squadra           | Pt | G  | V  | N  | P  | GF | GS | DR  |
| ------------- | ---- | ----------------- | -- | -- | -- | -- | -- | -- | -- | --- |
|               | 1.   | Aston Villa       | 60 | 42 | 26 | 8  | 8  | 72 | 40 | +32 |
|               | 2.   | Ipswich Town      | 56 | 42 | 23 | 10 | 9  | 77 | 43 | +34 |
|               | 3.   | Arsenal           | 53 | 42 | 19 | 15 | 8  | 61 | 45 | +16 |
|               | 4.   | West Bromwich     | 52 | 42 | 20 | 12 | 10 | 60 | 42 | +18 |
| [ 11 ] [ 12 ] | 5.   | Liverpool         | 51 | 42 | 17 | 17 | 8  | 62 | 42 | +20 |
|               | 6.   | Southampton       | 50 | 42 | 20 | 10 | 12 | 76 | 56 | +20 |
|               | 7.   | Nottingham Forest | 50 | 42 | 19 | 12 | 11 | 62 | 44 | +18 |
|               | 8.   | Manchester Utd    | 48 | 42 | 15 | 18 | 9  | 51 | 36 | +15 |
|               | 9.   | Leeds Utd         | 44 | 42 | 17 | 10 | 15 | 39 | 47 | -8  |
| [ 13 ]        | 10.  | Tottenham         | 43 | 42 | 14 | 15 | 13 | 70 | 68 | +2  |
|               | 11.  | Stoke City        | 42 | 42 | 12 | 18 | 12 | 51 | 60 | -9  |
|               | 12.  | Manchester City   | 39 | 42 | 14 | 11 | 17 | 56 | 59 | -3  |
|               | 13.  | Birmingham City   | 38 | 42 | 13 | 12 | 17 | 50 | 61 | -11 |
|               | 14.  | Middlesbrough     | 38 | 42 | 16 | 5  | 21 | 53 | 61 | -8  |
|               | 15.  | Everton           | 36 | 42 | 13 | 10 | 19 | 55 | 58 | -3  |
|               | 16.  | Coventry City     | 36 | 42 | 13 | 10 | 19 | 48 | 68 | -20 |
|               | 17.  | Sunderland        | 35 | 42 | 14 | 7  | 21 | 52 | 53 | -1  |
|               | 18.  | Wolverhampton     | 35 | 42 | 13 | 9  | 20 | 43 | 55 | -12 |
|               | 19.  | Brighton          | 35 | 42 | 14 | 7  | 21 | 54 | 67 | -13 |
|               | 20.  | Norwich City      | 33 | 42 | 13 | 7  | 22 | 49 | 73 | -24 |
|               | 21.  | Leicester City    | 32 | 42 | 13 | 6  | 23 | 40 | 67 | -27 |
|               | 22.  | Crystal Palace    | 19 | 42 | 6  | 7  | 29 | 47 | 83 | -36 |

Legenda:
      Campione d'Inghilterra e ammessa alla Coppa dei Campioni 1981-1982
      Ammessa alla Coppa dei Campioni 1981-1982
      Ammessa alla Coppa delle Coppe 1981-1982
      Ammesse alla Coppa UEFA 1981-1982
      Retrocesse in Second Division 1981-1982
Regolamento:
Due punti a vittoria, uno a pareggio, zero a sconfitta.
A parità di punti le squadre venivano classificate secondo la differenza reti.

### Squadra campione
| Formazione tipo                                                               | Giocatori (presenze) |
| ----------------------------------------------------------------------------- | -------------------- |
| Rimmer McNaught Evans Swain Willams Cowans Mortimer Bremner Shaw Withe Morley | Jimmy Rimmer (42)    |
| Rimmer McNaught Evans Swain Willams Cowans Mortimer Bremner Shaw Withe Morley | Ken McNaught (42)    |
| Rimmer McNaught Evans Swain Willams Cowans Mortimer Bremner Shaw Withe Morley | Allan Evans (39)     |
| Rimmer McNaught Evans Swain Willams Cowans Mortimer Bremner Shaw Withe Morley | Kenny Swain (42)     |
| Rimmer McNaught Evans Swain Willams Cowans Mortimer Bremner Shaw Withe Morley | Gary Williams (22)   |
| Rimmer McNaught Evans Swain Willams Cowans Mortimer Bremner Shaw Withe Morley | Gordon Cowans (42)   |
| Rimmer McNaught Evans Swain Willams Cowans Mortimer Bremner Shaw Withe Morley | Dennis Mortimer (42) |
| Rimmer McNaught Evans Swain Willams Cowans Mortimer Bremner Shaw Withe Morley | Des Bremner (42)     |
| Rimmer McNaught Evans Swain Willams Cowans Mortimer Bremner Shaw Withe Morley | Gary Shaw (40)       |
| Rimmer McNaught Evans Swain Willams Cowans Mortimer Bremner Shaw Withe Morley | Peter Withe (36)     |
| Rimmer McNaught Evans Swain Willams Cowans Mortimer Bremner Shaw Withe Morley | Tony Morley (42)     |
| Altri giocatori: Colin Gibson (21), Eamonn Deacy (9), David Geddis (9).       |                      |

## Statistiche

### Squadre

#### Capoliste solitarie
|    | —— | —— | —— | —— | ——           | ——           | ——           | ——           | ——           | ——           | ——  | ——  | ——  | ——          | ——          | ——          | ——          | ——  | ——           | ——           | ——           | ——           | ——           | ——           | ——           | ——           | ——           | ——           | ——           | ——           | ——           | ——           | ——           | ——           | ——           | ——           | ——          | ——          | ——          | ——          | ——          | —— |  |
|    |    |    |    |    | Ipswich Town | Ipswich Town | Ipswich Town | Ipswich Town | Ipswich Town | Ipswich Town |     |     |     | Aston Villa | Aston Villa | Aston Villa | Aston Villa |     | Ipswich Town | Ipswich Town | Ipswich Town | Ipswich Town | Ipswich Town | Ipswich Town | Ipswich Town | Ipswich Town | Ipswich Town | Ipswich Town | Ipswich Town | Ipswich Town | Ipswich Town | Ipswich Town | Ipswich Town | Ipswich Town | Ipswich Town | Ipswich Town | Aston Villa | Aston Villa | Aston Villa | Aston Villa | Aston Villa |    |  |
|    |    |    |    |    |              |              |              |              |              |              |     |     |     |             |             |             |             |     |              |              |              |              |              |              |              |              |              |              |              |              |              |              |              |              |              |              |             |             |             |             |             |    |  |
|    |    |    |    |    |              |              |              |              |              |              |     |     |     |             |             |             |             |     |              |              |              |              |              |              |              |              |              |              |              |              |              |              |              |              |              |              |             |             |             |             |             |    |  |
| 1ª | 2ª | 3ª | 4ª | 5ª | 6ª           | 7ª           | 8ª           | 9ª           | 10ª          | 11ª          | 12ª | 13ª | 14ª | 15ª         | 16ª         | 17ª         | 18ª         | 19ª | 20ª          | 21ª          | 22ª          | 23ª          | 24ª          | 25ª          | 26ª          | 27ª          | 28ª          | 29ª          | 30ª          | 31ª          | 32ª          | 33ª          | 34ª          | 35ª          | 36ª          | 37ª          | 38ª         | 39ª         | 40ª         | 41ª         | 42ª         |    |  |

#### Primati stagionali
Squadre
- Maggior numero di vittorie: Aston Villa (26).
- Minor numero di sconfitte: Aston Villa, Arsenal e Liverpool (8).
- Migliore attacco: Ipswich Town (77 gol fatti).
- Miglior difesa: Manchester Utd (36 gol subiti).
- Miglior differenza reti: Ipswich Town (+34).
- Maggior numero di pareggi: Manchester Utd, Stoke City (18).
- Minor numero di pareggi: Middlesbrough (5).
- Maggior numero di sconfitte: Crystal Palace (29).
- Minor numero di vittorie: Crystal Palace (6).
- Peggiore attacco: Leicester City (40 gol fatti).
- Peggior difesa: Crystal Palace (83 gol subiti).
- Peggior differenza reti: Crystal Palace (−36).

### Individuali

#### Classifica marcatori
Fonte:
| Gol | Rigori |  | Giocatore         | Squadra         |
| --- | ------ |  | ----------------- | --------------- |
| 20  |        |  | Steve Archibald   | Tottenham       |
| 20  |        |  | Peter Withe       | Aston Villa     |
| 19  |        |  | Justin Fashanu    | Norwich City    |
| 19  |        |  | Michael Robinson  | Brighton        |
| 18  |        |  | Steve Moran       | Southampton     |
| 18  |        |  | Gary Shaw         | Aston Villa     |
| 18  | 5      |  | John Wark         | Ipswich Town    |
| 17  |        |  | Alan Brazil       | Ipswich Town    |
| 16  |        |  | Garth Crooks      | Tottenham       |
| 16  | 1      |  | Frank Worthington | Birmingham City |
| 15  |        |  | Lee Chapman       | Stoke City      |
| 15  |        |  | Peter Eastoe      | Everton         |
| 15  |        |  | Joe Jordan        | Manchester Utd  |
| 14  |        |  | Cyrille Regis     | West Bromwich   |
| 14  |        |  | Frank Stapleton   | Manchester Utd  |